# روجير ماير
روجير ماير (بالهولندية: Rogier Meijer)‏ (5 سبتمبر 1981 بدوتينخيم في هولندا - ) هو لاعب كرة قدم هولندي في مركز الوسط. لعب مع دي غرافشاب.

## وصلات خارجية
- روجير ماير على موقع قاعدة بيانات كرة القدم.إي يو (الإنجليزية)
- روجير ماير على موقع Soccerway.com (الإنجليزية)
- روجير ماير على موقع عالم كرة القدم.نت (الإنجليزية)